# NGC 4444
NGC 4444 (również PGC 41043) – galaktyka spiralna z poprzeczką (SBbc), znajdująca się w gwiazdozbiorze Centaura. Odkrył ją John Herschel 15 marca 1836 roku.